# Дудля, Николай Андреевич
Дудля Николай Андреевич  (10 января 1930 — 06 декабря 2001) — заведовал отраслью животноводства в колхозе "Победа" по совместительству заместитель председателя колхоза «Победа». Герой Социалистического Труда в 1966 году. Заслуженный работник сельского хозяйства Украинской ССР (1980).

## Биография
Дудля Николай Андреевич родился 10 января 1930 года в селе Покровское Покровского района Днепропетровской области. Родители были колхозниками. В 1937 году начал обучение в школе, где закончил 4 класса в 1941 началась Великая Отечественная война. После освобождения села от немецких захватчиков, 13 летний Николай начал работать в колхозе "Третий Кавполк" (Победа) и трудился на уровне со взрослыми до 1950 года.
1943-1950 годы работал рядовым колхозником.
В 1950-1953 годах служил у составе группы Советских войск в Германии. После демобилизации вернулся в родное село в колхоз "Победа". 
С 1954 - 1958 год работал бригадиром молочно-товарной фермы колхоза "Победа"
С 1953 - 1995 года заведующий Животноводством колхоза "Победа" 
По совместительству с 1962 - 1995 год заместителем председателя колхоза "Победа". 
Животноводство, которое возглавлял Дудля Н. А. Из года в год давало высокие результаты. В 1964 году колхоз продал государству свинины по 30,6 центнер На 100 га пахотной земли, а в 1965 году продал по 91,8 центнер. На 100 гектарах пахотной земли. 
За достигнутые успехи в развитии животноводства, увеличении производства и заготовок мяса, молока, яиц, шерсти и другой продукции. Указовм ПВС СССР от 22 марта 1966 году Дудле Николаю Андреевичу присвоено звание Героя Социалистического Труда.

#### Общественная работа
Дудля Николай Андреевич был делегатом XXIII съезда КП Украины,  XXIV съезда КПСС, III съезда колхозников, протяжении 3 созывов избирался депутатом областной рады - много раз депутатом районных и поселковых рад. А также членом исполкома сельской рады.

### Звания
- Герой Социалистического Труда
- Заслуженный работник сельского хозяйства Украинской ССР

### Награды
- Герой Социалистического Труда Указ ПВС СССР от (22 марта 1966) Медаль № 10728
- ордена Ленина Указ ПВС СССР от (22 марта 1966) № 356 034 и ордена Ленина Указ ПВС СССР от (14 февраля 1975)
- Орден Октябрьской Революции Указ ПВС СССР от (8 апреля 1971)
- Орден Трудового Красного Знамени Указ ПВС СССР от (7 июля 1986)
- Медаль За трудовую доблесть
- юбилейные и памятные медали